# Офшор компанија
Офшор компанија је предузеће основано у иностранству које пружа пословне и економске предности у односу на локално предузеће. Офшор компанија је за некога у Србији једно посебно предузеће основано рецимо у Панами, Белизеу или чак и Великој Британији које не плаћа порезе на добит ван своје матичне државе.
Термин офшор преведен на српски значи „далеко од обале“ или „удаљен од обале“. У пренесеном значењу, овај израз указује да је реч о привредном друштву које у земљи у којој има седиште остварује претежно или искључиво тзв. пасивне приходе (дивиденде или камате) чији је извор пословање повезаних привредних друштава са седиштем у земљама које нису порески рајеви. Термин офшор први пут је установљен у Великој Британији која је имала велики број територија као што су Каналска Острва, која су имала посебан порески третман. Пословним људима било је омогућено да инвестирају „далеко од обале“.
Офшор компаније имају карактеристике да зависно од њихове области деловања, не морају да плате порезе на остварену добит, нити је потребно предавати финансијске извештаје. Уједно се власницима и директорима таквих фирми нуди максимална приватност јер њихова имена не морају бити јавно уписана у судски регистар.

## Офшор државе
Офшор државе обично нуде нерезидентима пословне погодности које не могу наћи у својој матичној држави. Тако пословање са америчким друштвом са ограниченом одговорношћу може бити под одређеним околностима комплетно ослобођено опорезивања. Тако се и САД могу називати „офшор државом” у том смислу. У одређеним временским периодима Србија је исто тако била офшор држава јер је нудила максималне пореске повластице и домаћим и страним инвеститорима.
Најпознатије офшор државе су: Панама, Сејшели, Маурицијус, Белизе, Костарика, Бахами, Британска девичанска острва, Ангвила, Свети Кристофер и Невис, Хонг Конг, Лихтенштајн и многе друге. Компаније основане у неким државама које се не сматрају офшор могу се користити на исти начин као и офшор компаније, као на пример у следећим државама: САД, Велика Британија, Нови Зеланд, Луксембург, Швајцарска.

## Офшор пословање
Глобализација је дала додатни подстрек офшор пословању и развоју пореских рајева, омогућавајући брз раст мултинационалних компанија које послују у великом броју држава
што је истовремено створило пореску конкуренцију између држава.

## Карактеристике офшор компаније
Иако се све офшор компаније разликују у извесној мери зависно од корпоративних закона у релевантној јурисдикцији, све офшор компаније имају тенденцију да уживају одређене основне карактеристике:
- Не подлежу опорезивању у њиховој матичној држави
- Корпоративни режим је дизајниран тако да промовише пословну флексибилност
- Регулисање корпоративних активности ће бити лакше него у развијеној земљи.[4]

Одсуство опорезивања или прописа у матичној држави су наравно изузети од релевантне компаније из пореза или прописа у иностранству. На пример, Мајкл Корс Холдинг Лимитед је инкорпорирана на Британским Девичанским острвима, али је наведена на њујоршкој берзи.